# Sclerasterias contorta
Sclerasterias contorta är en sjöstjärneart som först beskrevs av Perrier 1881.  Sclerasterias contorta ingår i släktet Sclerasterias och familjen trollsjöstjärnor. Inga underarter finns listade i Catalogue of Life.